# Albert Trampusch
Albert Trampusch (* 1816 in Zuckmantel, Österreichisch-Schlesien; † März 1898 in Wien) war ein österreichischer Jurist und Politiker.

## Leben
Trampusch studierte von 1836 bis 1840 Rechtswissenschaften an der Universität Wien und wurde dort 1840 promoviert. Er arbeitete bis 1884 als Advokat in Wien. Von 1866 bis 1874 war er bei den Kreisgerichten in Neutitschein und Leipnik, von 1874 bis 1877 beim Kreisgericht in Ungarisch Hradisch und seit 1877 bei den Kreisgerichten in Znaim und Nikolsburg tätig.
Vom 20. Mai 1848 bis 30. Mai 1849 war Trampusch für den Wahlkreis Österreichisch-Schlesien in Troppau Mitglied der Frankfurter Nationalversammlung in der Fraktion Deutscher Hof.